# 127 (numero)
Centoventisette è il numero naturale che segue il 126 e precede il 128.

## Proprietà matematiche
- È un numero dispari.
- È un numero difettivo.
- È il 31º numero primo, dopo il 113 e prima del 131.
  - È un numero primo di Mersenne.
  - È un numero primo cubano.
- È pari alla somma dei primi 9 numeri primi dispari (dal 3 al 29).
- È il settimo numero esagonale centrato.
- È il settimo numero di Motzkin.
- È il quinto numero di Friedman nel sistema numerico decimale.
- È un numero nontotiente.
- È parte della terna pitagorica (127, 8064, 8065).
- È un numero palindromo nel sistema numerico binario e nel sistema di numerazione posizionale a base 9 (151). Nel sistema binario è anche un numero a cifra ripetuta.
- È un numero fortunato.
- È un numero congruente.

## Astronomia
- 127P/Holt-Olmstead è una cometa periodica del sistema solare.
- 127 Johanna è un asteroide della fascia principale del sistema solare.

## Astronautica
- Cosmos 127 è un satellite artificiale russo.

## Chimica
- È il numero atomico dell'Unbiseptio (Ubs), nome sistematico dell'elemento, temporaneamente assegnato dalla IUPAC.